# 精进寺塔
精进寺塔位于中国陕西省澄城县城内东大街文化馆院内，1992年被列为第三批陕西省文物保护单位，2006年被列为第六批全国重点文物保护单位。
精进寺始建于唐肃宗时，塔也建于同一时期，北宋庆历七年（1047年）重修。寺毁于抗日战争时期，惟塔独存。精进寺塔为楼阁式空心砖塔，平面呈方形，共九层，高33.26米，底层边长7米，塔身仿木结构，第五层檐下仿木斗栱，出两跳，单昂偷心造。底层在南面辟一券门，二层以上每层四面均有券门或券龛。